# NIC-1
La NIC-1, CA-01 o Carretera Panamericana es una de las principales arterias viales de Nicaragua, conocida por ser parte integral de la Carretera Panamericana, una red internacional que conecta países desde el norte de América hasta el sur. La NIC-1, inaugurada en 1941, es un eje clave para el comercio, el turismo y el transporte dentro del país. Inicia en el sur de Managua, específicamente detrás del histórico Palacio Nacional, donde se conecta con la NIC-4, y recorre hacia el norte hasta la ciudad de Somoto, cerca de la frontera con Honduras, donde continúa bajo la designación de CA-01. A lo largo de su extensión, la carretera sirve como una columna vertebral para la movilidad nacional.

## Historia
Con una longitud de 238,47 km, la NIC-1 atraviesa diversas regiones geográficas y culturales del país, facilitando no solo el tránsito de bienes y servicios, sino también el acceso a destinos turísticos y áreas rurales. Durante su recorrido, pasa por ciudades y pueblos clave como Tipitapa, Estelí y Ocotal, desempeñando un papel fundamental en la vida diaria de las comunidades aledañas. A lo largo de los años, la carretera ha sido objeto de numerosas mejoras para adaptarse al aumento del tráfico y garantizar la seguridad de los usuarios, destacando su importancia para el desarrollo económico de Nicaragua.
Además de su relevancia económica, la NIC-1 es también un reflejo del crecimiento histórico de la infraestructura vial en Nicaragua. Su construcción fue un logro significativo durante la década de 1940, marcando el comienzo de una nueva era de conectividad para el país. La carretera no solo mejoró el acceso a las regiones del norte, sino que también facilitó la integración de Nicaragua con los países vecinos, fortaleciendo las relaciones comerciales y sociales con Honduras y el resto de Centroamérica.
Hoy en día, la NIC-1 sigue siendo un componente vital de la red de transporte de Nicaragua. A pesar de los desafíos que ha enfrentado a lo largo de su historia, como la necesidad de mantenimiento y modernización, sigue siendo un símbolo de progreso y desarrollo.

### Construcción
La carretera NIC-1, también conocida como la 'mCarretera Panamericana'm en su tramo nicaragüense, es una de las principales vías de transporte en Nicaragua. Su origen se remonta a la década de 1930, como parte del ambicioso proyecto de la Carretera Panamericana, una red de carreteras que pretendía conectar toda América, desde Alaska hasta Argentina.
Este proyecto fue promovido por la Unión Panamericana hoy conocida como la Organización de los Estados Americanos (OEA), y recibió apoyo de varios países, incluyendo los Estados Unidos.
En Nicaragua, el tramo de la NIC-1 comenzó a desarrollarse para mejorar la infraestructura de transporte y facilitar el comercio tanto interno como internacional. En los años posteriores a su construcción inicial, la carretera se convirtió en un eje vital para la comunicación entre la capital, Managua, y otras importantes ciudades como León, Estelí, y Chinandega. Además, ha sido clave para la conexión de Nicaragua con sus países vecinos, Honduras y Costa Rica, impulsando el comercio regional.
A lo largo de los años, la carretera ha experimentado varias mejoras y ampliaciones, particularmente durante los años 90 y principios del siglo XX, con el fin de adaptarse al crecimiento del tráfico y al aumento del transporte de mercancías. En los últimos años, el gobierno de Nicaragua ha trabajado en la modernización de varios tramos de la carretera para mejorar la seguridad y la eficiencia del transporte.

## Cruces
| Ubicación | km                               | Cruce                                                 | Destinos                                                                                              | Notas | |
| --- | -------------------------------- | ----------------------------------------------------- | --- | --- | --- |
| El Espino | ↓0,0                             |                                                       | · - a Managua 238 km, a Corinto 390 km, a Penas Blancas 385 km, a El Rama 537 km                      | Continuación más allá de la CA 01 en la Aduana El Espino.                                                                      | |
| El Espino | ↓0,0                             | Carretera Panamericana Norte                          | Puerto Fronterizo con Honduras                                                                        | | |
| Somoto | ↓18,9                            |                                                       | Avenida 4 Oeste                                                                                       | Tránsito entrante. | |
| Somoto | ↓19,0                            |                                                       | Cruz Roja                                                                                             | Inicia en la 1 Avenida Oeste en Somoto, concurrente con la CA 01 y termina en la Avenida 7 Este                                | |
| Somoto | ↓19,0                            | Hospital Juan Antonio Brenes – Al lado del cementerio | | Inicia en la 1 Avenida Oeste en Somoto, concurrente con la CA 01 y termina en la Avenida 7 Este                                | |
| Somoto | ↑19,03                           |                                                       | · / · – Centro de Somoto                                                                              | Inicia en la 1 Avenida Oeste en Somoto, concurrente con la CA 01 y termina en la Avenida 7 Este                                | |
| Somoto | ↑19,03                           | · – La Esperanza, Chagüite Grande, Yalagüina          | | Inicia en la 1 Avenida Oeste en Somoto, concurrente con la CA 01 y termina en la Avenida 7 Este                                | |
| Chagüite Grande | 30,25                            | Puente↓ sobre la Quebrada San Antonio ↑               | Puente↓ sobre la Quebrada San Antonio ↑                                                               | Puente↓ sobre la Quebrada San Antonio ↑                                                                                        | |
| Yalagüina | ↓32,60                           |                                                       | · – 1 Avenida Noroeste, Alcaldía de Yalagüina / · – Estadio Municipal Fútbol Comandante Daniel Ortega | Extremo norte de la NIC-1 es concurrente con la CA-01 y la Carretera Panamericana; es el acceso principal al pueblo.           | |
| Yalagüina | ↓32,60                           | · – Valle Los Encuentros                              | | Extremo norte de la NIC-1 es concurrente con la CA-01 y la Carretera Panamericana; es el acceso principal al pueblo.           | |
| Yalagüina | ↑34,0                            |                                                       | Finca El Jardín                                                                                       | Extremo norte de la NIC-1 es concurrente con la CA-01 y la Carretera Panamericana; es el acceso principal al pueblo.           | |
| Yalagüina | ↑34,0                            | Quebrada Los Arados - a Palacagüina                   | | Extremo norte de la NIC-1 es concurrente con la CA-01 y la Carretera Panamericana; es el acceso principal al pueblo.           | |
| Palacagüina | ↑39,05                           |                                                       | - Empalme Santa Rosa                                                                                  | Tránsito saliente hacia Palacagüina y Telpaneca en el departamento de Nueva Segovia                                            | |
| Condega | ↑51,9                            |                                                       | (Carretera Yalí-Condega)                                                                              | | |
| La Sirena | ↑82,10                           |                                                       | · - a La Ceibita                                                                                      | Salida oeste en la NIC 32A y culmina en la NIC 38                                                                              | |
| Estelí | ↑87,9                            |                                                       | · (Carretera El Sauce)                                                                                | Tránsito entrante desde el centro de la ciudad de Estelí.                                                                      | |
| La Trinidad | ↑114,0                           |                                                       | Calle Central                                                                                         | Pasa por San José de Guasimal.                                                                                                 | |
| San Isidro | ↑120,km                          |                                                       | Calle del Juzgado y Calle Nueva Basurera                                                              | | |
| Sébaco | ↑135,0                           |                                                       | Empalme de Sébaco a la altura de la 2 Calle Noroeste y tráfico entrante con la · (3 Avenida Suroeste) | Empalme de Sébaco a la altura de la 2 Calle Noroeste y tráfico entrante con la · (3 Avenida Suroeste)                          | Empalme de Sébaco a la altura de la 2 Calle Noroeste y tráfico entrante con la · (3 Avenida Suroeste) |
| Ciudad Darío | ↑147,0                           |                                                       | 28 Calle Noroeste y 27 Calle Noroeste - Hospital Ciudad Darío                                         | Todo el tránsito entrante pasa en el borde derecho del pueblo.                                                                 | |
| Las Calabazas, Puertas Viejas | ↑157,00                          |                                                       | Empalme a Ciudad Darío / ·                                                                            | Empalme a Ciudad Darío - Centro                                                                                                | |
| Las Calabazas, Puertas Viejas | ↑167,0                           |                                                       | - Carretera a Esquipulas                                                                              | | |
| San Agustín | ↑171,0                           |                                                       | Línea departamental de Matagalpa y Managua.                                                           | Tránsito entrante al departamento de Managua.                                                                                  | |
| Las Maderas. | ↑188,00                          |                                                       | Puente Las Maderas - Las Maderas                                                                      | Quebrada Río Las Maderas | |
| San Benito | ↓197,0                           |                                                       | · oeste hacia Ulises Tapia                                                                            | Empalme San Francisco Libre | |
| San Benito | Hacia la ·                       |                                                       | | | |
| San Benito | ↑204,0                           | Panamericana Km 31                                    | Panamericana Km 31                                                                                    | Panamericana Km 31 | |
| Tipitapa, San Rafael | ↑218,0                           |                                                       | / · / (cerca de la Calle Central)                                                                     | Vías que interceptan este tramo en Tipitapa.                                                                                   | |
| Tipitapa, San Rafael | ↑218,01                          |                                                       | / · / (cerca de la Calle Central)                                                                     | Vías que interceptan este tramo en Tipitapa.                                                                                   | |
| Monte Fresco | Línea municipal Managua-Tipitapa | Línea municipal Managua-Tipitapa                      | Línea municipal Managua-Tipitapa                                                                      | Línea municipal Managua-Tipitapa                                                                                               | |
| Managua | 221,00                           | Extremo este de la ciudad de Managua                  | Extremo este de la ciudad de Managua                                                                  | Extremo este de la ciudad de Managua                                                                                           | |
| Managua | ↑223,00                          |                                                       | · | Extremo norte de la Carretera Panamericana en Managua.                                                                         | |
| Managua | ↑224,00                          |                                                       | · | Extremo norte de la Carretera Panamericana en Managua.                                                                         | |
| Managua | 225,00                           |                                                       | · / · – Zona Franca las Mercedes, Centro Histórico de Managua Sur.                                    | Tramo de la Carretera Norte.                                                                                                   | |
| Managua | 233,00                           |                                                       | /Pista Juan Pablo II - Sector Portezuelo Este                                                         | /Sin acceso a la Pista Juan Pablo Segundo por construcción de Paso a Desnivel de Carretera Norte hasta el 17 de julio de 2025. | |
| Centro Histórico de Managua | 237,05                           | Avenida Bolívar / Dupla Norte                         | Avenida Bolívar / Dupla Norte                                                                         | Avenida Bolívar / Dupla Norte                                                                                                  | |
| Centro Histórico de Managua | ↓238,00                          |                                                       | · -Termina en el Centro Histórico Norte de Managua                                                    | Extremo sur de la NIC-1 | |
| 1.000 mi = 1.609 km; 1.000 km = 0.621 mi ↑ En dirección norte • ↓ En dirección sur Terminal concurrente • En reconstrucción • Transición de ruta |                                  |                                                       | | | |